# ホー・チ・ミン博物館

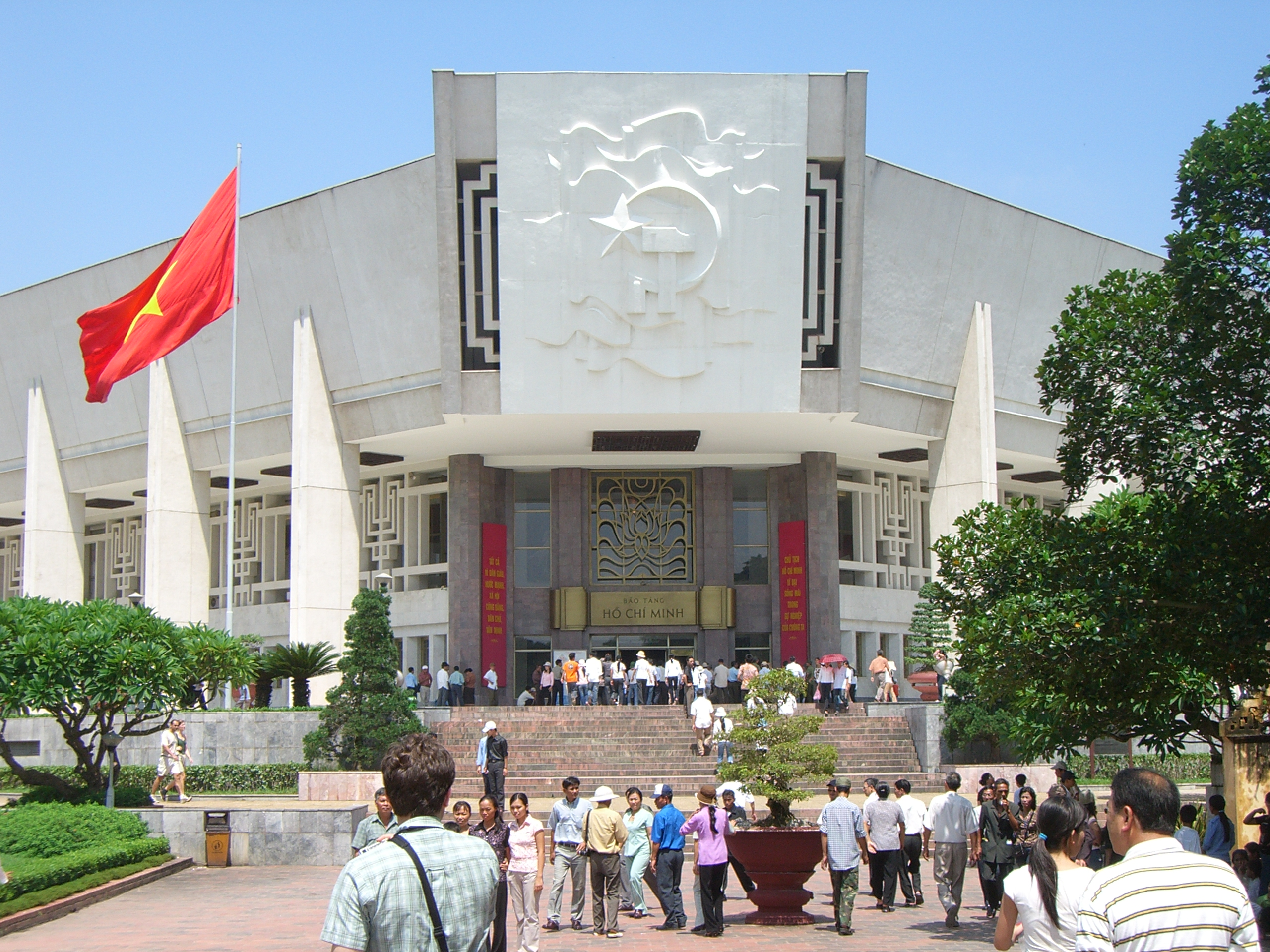
ハノイのホー・チ・ミン博物館

ホー・チ・ミン博物館（ - はくぶつかん、ベトナム語：Bảo tàng Hồ Chí Minh / 寶藏胡志明）は、ベトナムのハノイ市バディン区に位置する博物館である。

## 概要
ホー・チ・ミン廟の裏手に建っている。かつてのベトナム人指導者ホー・チ・ミンおよび外国の支配に抵抗するベトナムの革命闘争に捧げられた博物館である。ホー・チ・ミン生誕100周年の1990年に建設され、ソビエト連邦が建設の援助をした。博物館は12,000m2あり、ホー・チ・ミンの遺品・愛用品、革命の歴史の展示などをしている。博物館には「ドラゴンハウス」のニックネームがある。
2010年4月12日に北朝鮮の朝鮮革命博物館と友好関係を結んでいる。